# Nampcelles-la-Cour
Nampcelles-la-Cour – miejscowość i gmina we Francji, w regionie Hauts-de-France, w departamencie Aisne.
Według danych na styczeń 2014 roku gminę zamieszkiwało 138 osób, a gęstość zaludnienia wynosiła 12,7 osób/km².